# دوایت کلینتون جونز
دوایت کلینتون جونز (به انگلیسی: Dwight Clinton Jones) شهردار شهر ریچموند در ایالت ویرجینیا در ایالات متحده آمریکا است.